# Ute Kostrzewa
Ute Kostrzewa, obecnie Meyer (ur. 27 grudnia 1961 w Eilenburgu) – niemiecka siatkarka, medalistka igrzysk olimpijskich.

## Życiorys
Kostrzewa była w składzie reprezentacji Niemiec Wschodnich podczas  igrzysk olimpijskich 1980 odbywających się w Moskwie. Zagrała wówczas w jednym z trzech meczów fazy grupowej, półfinale oraz w przegranym finale ze Związkiem Radzieckim.
Grała w klubie SC Leipzig. Z zawodu była fizjoterapeutką.